# Gliese 667 Cf
Gliese 667 Cf, eller HR 6426 Ce och GJ 667 Ce, är en obekräftad exoplanet, av typen superjord. Den kretsar runt den röda dvärg stjärnan Gliese 667C, som är den minsta stjärnan i Gliese 667, ett trippelstjärnsystem som är beläget 23,6 ljusår från jorden i Skorpionens stjärnbild. Gliese 667 Cf är en av fem obekräftade planeter runt Gliese 667C. Den beräknas ha 2,7 gånger massan av jorden och vara i beboeliga zonen runt sin röda dvärg.
Gliese 667 Cf upptäcktes vid mätningar av radialhastigheten, tillsammans med fyra andra planeter. Mätningarna är än så länge osäkra (2019) och fyndet är därför obekräftat.